# Jon Guridi Aldalur
Jon Guridi Aldalur (Azpeitia, Guipúscoa, 28 de febrer de 1995) és un futbolista basc. Juga de migcampista i el seu equip actual és el Deportivo Alavés de la Primera Divisió.

## Trajectòria
Es va formar al planter de la Reial Societat i va jugar durant tres temporades en el filial txuri urdin.
Va debutar el 18 de març de 2017 amb el primer equip en partit lliga davant el Deportivo Alavés. Uns pocs dies més tard el jugador va començar a sentir molèsties després d'un entrenament i se li va diagnosticar una greu lesió de genoll que el va obligar a passar pel quiròfan i ser baixa fins al començament de la temporada 2017-18.
A l'abril de 2017, la Reial Societat va aconseguir un acord amb el migcampista per renovar el seu contracte fins a l'any 2022, que finalitzava al juny de 2018. Es va comprometre per quatre temporades més, el mateix dia en què es va conèixer que patia aquesta important lesió en el genoll.
Al gener de 2018 es va anunciar que passava a formar part amb caràcter general de la primera plantilla de la Reial Societat, lluint el dorsal 14.

### Cessió al CD Mirandés
Al gener de 2019 va ser cedit al Club Deportivo Mirandés, aconseguint l'ascens de Segona Divisió B a Segona Divisió aquesta mateixa temporada. Per la temporada 2019-2020, després d'ascendir a Segona Divisió, la cessió es va estendre per un any més.
Guridi va marcar el seu primer gol com a professional el 3 de novembre de 2019, el primer del seu equip en una derrota per 4–2 contra l'Elx CF, i fou titular habitual amb un Mirandés que va mantenir la categoria. Després de retornar de la cesso, fou assignat al primer equip a primera divisió, i va marcar el seu primer gol a la categoria el 22 de maig de 2022, l'únic del seu equip en una derrota a casa per 2–1 contra l'Atlètic de Madrid.

### Alavés
L'11 de juliol de 2022, agent lliure, Guridi va signar contracte per quatre anys amb el Deportivo Alavés, acabat de descendir a segona.